# نوي فيلكوف
نوي فيلكوف (بالبولندية: Nowy Wilków) هي قرية تقع في بولندا، وتتبع إداريًا غموينا يوسفوف ضمن مقاطعة أوبولي لوبلسكي في محافظة لوبلين شرق البلاد.

## الموقع
تقع القرية على بعد حوالي 10 كيلومترات إلى الشمال الغربي من بلدة يوسفوف، و18 كيلومترًا جنوب غرب أوبولي لوبلسكي، و61 كيلومترًا إلى الغرب من العاصمة الإقليمية لوبلين.